# Ponte de Constantino

Entre Sucidava (atual Corábia, Romênia) e Esco (atual Gigen, Bulgária)

A Ponte de Constantino (em búlgaro: Константинов мост, Konstantinov most; em romeno: Podul lui Constantin cel Mare) foi uma ponte romana sobre o Danúbio usada para reconquistar a Dácia. Foi concluído em 328 e permaneceu em uso por quatro décadas.
Foi inaugurado oficialmente em 5 de julho de 328 na presença do imperador Constantino, o Grande. Com um comprimento total de 2 434 metros (7 986 pés), 1 137 metros (3 730 pés) dos quais se estendem pelo leito do rio Danúbio, a Ponte de Constantino é considerada a ponte fluvial antiga mais longa e uma das mais longas de todos os tempos.